# Língua fio
Fio é uma língua Benue–Congo praticamente extinta de Camarões.